# De laatste zomer
De laatste zomer is een Vlaamse speelfilm geregisseerd door Joost Wynant. Voor de productie van deze langspeelfilm vertrok de regisseur vanuit zijn gelijknamige kortfilm. Deze werd in 2005 bekroond met de VAF Wildcard en de Canvas prijs voor beste kortfilm (Het grote ongeduld).

## Rolverdeling
| Acteur                 | Personage |
| ---------------------- | --------- |
| Bram van Outryve       | Rik       |
| Gilles De Schryver     | Bart      |
| Robrecht Vanden Thoren | Tim       |
| Freek Pieters          | Roel      |
| Laura Verlinden        | Sandrine  |
| Céline Verbeeck        | Ilse      |
| Helena Gheeraert       | Julie     |
| Herwig Deweerdt        | Jules     |
| Steven Boen            | Jimmy     |